# La Unión de Sucre
La Unión [de Sucre] là một khu tự quản thuộc tỉnh Sucre, Colombia. Thủ phủ của khu tự quản La Unión [de Sucre] đóng tại La Unión Khu tự quản La Unión [de Sucre] có diện tích 224 ki lô mét vuông. Đến thời điểm ngày 28 tháng 5 năm 2005, khu tự quản La Unión [de Sucre] có dân số 8400 người.